# Eupithecia karafutonis
Eupithecia karafutonis là một loài bướm đêm trong họ Geometridae.